# Aldo Busi

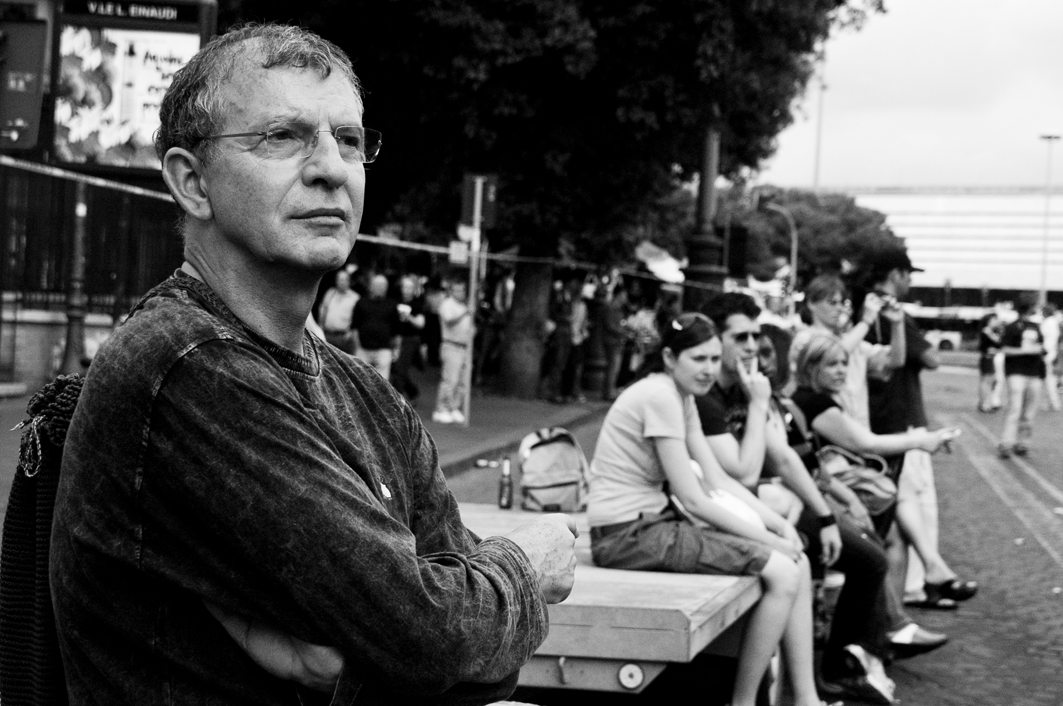
Aldo Busi (2008)

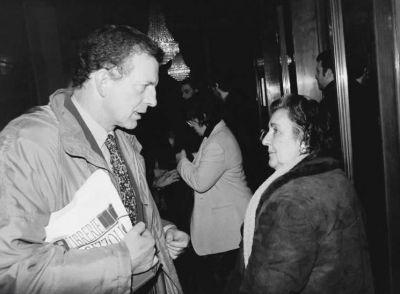
Busi mit der Dichterin Alda Merini

Aldo Busi (* 25. Februar 1948 in Montichiari, Provinz Brescia) ist ein italienischer Schriftsteller und Übersetzer, der teilweise auch unter dem Pseudonym „Monsignor Diabolus“ arbeitete.

## Leben
Busi gab sein schriftstellerisches Debüt 1984 mit dem Roman Seminario sulla gioventù, der mit dem Premio Mondello ausgezeichnet wurde. Darin verwendet er einen deutlich paradoxen und provozierenden Stil, welcher auch in nachfolgenden Arbeiten wiederkehrt. Aus diesem Debütroman über das Leben eines homosexuellen Bauernjungen, der 1990 unter dem Titel Seminar über die Jugend auch in deutscher Sprache erschien, entstand 1994 in Zusammenarbeit mit Enzo Cosimi die gleichnamige Choreografie sowie 1995 die Choreografie La stanza di Aldo.
Sein 1988 erschienener Roman Sodomie in corpo 11 wurde 1993 von Stuart Hood unter dem Titel Sodomies in Eleven-Point in die englische Sprache übersetzt. Der deutschen Leserschaft wurde Busi durch die von Frank Heibert verfasste und 1994 unter dem Titel Handbuch für den perfekten Gentleman erschienene deutschsprachige Übersetzung des Romans Manuale del perfetto gentilomo (1992) bekannt.
Daneben arbeitete Busi als Übersetzer und verfasste unter anderem Übersetzungen von Friedrich Schillers Kabale und Liebe unter dem Titel Intrigo e amore : un dramma in cinque atti di nobiltà vs. borghesia (1994) sowie mit I dolori del giovane Werther (1995) eine Übersetzung von Johann Wolfgang von Goethes Die Leiden des jungen Werthers.

## Veröffentlichungen
- Seminario sulla gioventù (1984)
- Vita standard di un venditore provvisorio di collant (1985)
- Sodomie in corpo 11 (1988)
- Sentire le donne (1991; Neuauflage 2002)
- Manuale del perfetto gentilomo (1992; Neuauflage 1999)
- Casanova di se stessi (2000)
- E io, che ho le rose fiorite anche d’inverno? (2004)
- Bisogna avere i coglioni per prenderlo nel culo (2006)
- Aah!  (2010)
- El especialista de Barcelona (2012).

in deutscher Sprache
- Seminar über die Jugend, Bergisch Gladbach 1990, ISBN 3-7857-0543-3
- Handbuch für den perfekten Gentleman, Berlin 1994, ISBN 3-928951-12-2
- Selbstverständlich Selbstmord (Originaltitel Suicidi dovuti), München 1997, ISBN 3-8284-0013-2